# Calyptotis scutirostrum
Calyptotis scutirostrum là một loài thằn lằn trong họ Scincidae. Loài này được Peters mô tả khoa học đầu tiên năm 1874.